# Oritoniscus magnei
Oritoniscus magnei là một loài chân đều trong họ Trichoniscidae. Loài này được Legrand miêu tả khoa học năm 1964.